# Lepidonotus magnatuberculata
Lepidonotus magnatuberculata är en ringmaskart som beskrevs av Seidler 1923. Lepidonotus magnatuberculata ingår i släktet Lepidonotus och familjen Polynoidae. Inga underarter finns listade i Catalogue of Life.